# قائمة زملاء الجمعية الملكية المنتخبين في 1889
هذه الصفحة تعرض قائمة زملاء الجمعية الملكية المُنتخبين لعام 1889.

## الزملاء
- جون ايتكين
- هوراس تابيرير براون
- إدوارد باجنال بولتون
- Lazarus Fletcher [الإنجليزية]‏
- توماس هيوز
- Alfred Barnard Basset [الإنجليزية]‏
- Edward Ballard [الإنجليزية]‏
- Charles Todd (pioneer) [الإنجليزية]‏
- Henry de Worms, 1st Baron Pirbright [الإنجليزية]‏
- جوزيه لاتمير كلارك [الإنجليزية]‏
- Charles Thomas Hudson [الإنجليزية]‏
- David Douglas Cunningham [الإنجليزية]‏
- وليام بوتينغ همسلي
- Gerald Francis Yeo [الإنجليزية]‏
- William Johnson Sollas [الإنجليزية]‏

## الأعضاء الأجانب
- هنري أغسطس رولاند
- أوغست شوفو
- ستانيسلاو كانيزارو